# Рожко Михайло Федорович
Рожко Михайло Федорович (4 червня 1939, Небилів, тепер Рожнятівський район — 22 грудня 2004) — український вчений, краєзнавець, кастеолог, вивчав Карпатську лінію оборони, шляхи і заселення Українських Карпат, дерев'яне будівництво пам'яток з наскельною забудовою Карпат ІХ-XIV століть, обстежив також значну кількість печерних пам'яток Поділля, Подністров'я, печерних міст та монастирів Криму, був учасником багатьох наукових розвідок у східних областях України. Найбільш відомий він завдяки дослідженню Тустані.

## Біографія
Михайло Федорович Рожко народився 4 червня 1939 р. у селі Небилів Рожнятівського району Станіславської (тепер Івано-Франківської) області.
Дитячі та юнацькі роки провів у селі Товстому на Тернопільщині. Після здобуття середньої освіти отримав кваліфікацію машиніста баштового крану і з 1959 по 1965 роки працював на індустріальних об'єктах Донбасу та Львівщини (навички робіт на висоті доволі несподівано придадуться в майбутньому, при проведенні обмірів скель Тустані).
У 23 роки Михайло Федорович вступив на факультет художньої кераміки Львівського державного інституту прикладного і декоративного мистецтва, де здобув вищу освіту. Навчання поєднував із працею художника у Львівському виробничому художньо-рекламному комбінаті та інших організаціях.
З 1969 до 1979 роки працював викладачем рисунка і скульптури на кафедрі архітектури Львівського сільськогосподарського інституту.
З 1979 року, дослідник розпочав роботу науковим співробітником відділу археології Інституту суспільних наук АН УРСР (тепер Інститут українознавства ім. І. Крип'якевича НАН України).
З 1994 працював у відділі карпатознавства Інституту народознавства НАН України.
В 1996 року побачила світ монографія «Тустань — давньоруська наскельна фортеця», яка в 1997 році на IV Міжнародному книжковому форумі у Львові отримала перше місце в номінації «Україна, краєзнавство, історія».
Серед колег Михайло Федорович залишив по собі пам'ять як добрий, товариський, вчений енциклопедичних знань і надзвичайно широкого кругозору, який завжди мав час для консультації і поради тим хто її потребував.
Приділяв увагу і громадській діяльності, зокрема з 1999 по 2004 роки, вчений очолював Товариство прихильників фортець та палаців.

## Фортеця «Тустань»
На скельних групах маловідомої, у той час, фортеці «Тустань» поблизу села Урич дослідник вперше побував на зламі 1969 − 1970 років — і зробив їх вивчення справою свого життя. Він самотужки студіював архітектуру, археологію, етнологію, історію та інші дисципліни, необхідні для опрацювання спеціальної методики досліджень наскельної забудови. Наступні свої відпустки і вихідні дні він проводив разом із групою ентузіастів досліджуючи скелі. Цікаво що з початку обміри планували закінчити за 1−2 роки і на їх основі створити графічну реконструкцію давньої забудови. Насправді ця кропітка робота протривала 7 років. Вона вимагала насамперед розробки методики дослідження таких об'єктів, унікальної не лише для тодішніх теренів СРСР, а й для Європи загалом. Протягом семи років наполегливої праці було зафіксовано чотири тисячі пазів, врубів, лунок, у яких кріпилися до каменю дерев'яні
фортифікаційні конструкції.
З 1978 р. Михайло Рожко розпочав польові археологічні вивчення Тустані — спочатку під керівництвом Л. І. Крушельницької в Урицькому загоні Львівської обласної експедиції (начальник експедиції Л. Г. Мацкевий), а з 1979 р., ставши працівником відділу археології Інституту суспільних наук АН УРСР (тепер Інститут українознавства ім. І. Крип'якевича НАН
України), — самостійно. У 1982 р. Постановою Президії АН України було створено Карпатську архітектурно-археологічну експедицію, роботами якої розширено зону вивчення пам'яток з наскельною забудовою і включено пам'ятки поблизу сіл Бубнище, Розгірче, Підкамінь, а також численні городища і об'єкти карпатської лінії оборони епохи середньовіччя.
Результати досліджень вражали масштабністю і новаторством. З'явилися публікації М. Рожка у фахових виданнях. Його доповіді на наукових конференціях викликали жвавий інтерес та цікаві дискусії. М. Рожко став визнаним спеціалістом комплексного міждисциплінарного напряму на стику архітектури, археології та інших наук — наскельної археології. У 1996 р. вийшла його фундаментальна монографія «Тустань — давньоруська наскельна фортеця».
М. Ф. Рожко відомий також як дослідник Карпатської лінії оборони, знавець пам'яток дерев'яного зодчества з наскельною забудовою, відкривач значної кількості археологічних пам'яток на Поділлі та в Передкарпатті.
Після смерті дослідника заповідник очолив Василь Рожко і дослідження продовжуються. Так щороку відбуваються археологічні розкопки, було проведено аеро−фотозйомку території заповідника, відбувається реорганізація музею історії «Тустані».

## На пошану Михайла Рожка
7 лютого 2007 року в львівській галереї «Дзиґа» розпочала свою роботу виставка «Фортеця. Особистість. Тустань. Експедиція», яка мала на меті відкрити особистість Михайла Федоровича − видатного і багатогранного вченого, для широкого загалу львів'ян. До виставки увійшли фото, графічні реконструкції, живопис і графіка дослідника, кераміка, інсталяції, на презентації також було показано документальний фільм, здебільшого про експедиційне життя «Тустані».
Також «На пошану Михайла Рожка» 4—5 червня 2009 р. відбулася Міжнародна наукова конференція, яку організував Державний історико-культурний заповідник «Тустань». У роботі конференції взяли участь історики, археологи, етнологи, архітектори, краєзнавці та інші спеціалісти, як з України так і з інших країн.

## Вибрані праці
- Особенности деревяной застройки древнерусского периода на примере наскальных сооружений крепости Тустань // Архитектура, планировка сельских населенных мест западных областей УССР и МССР. — Львов, 1978. — Т.80. — С.31-37.
- Исследования памятника древнерусской культуры в Карпатах (О Тустани близ с. Урич Сколевского района) // Археологические открытия 1978 года. — М., 1979. — С.353-354. (Співавтор Л.Крушельницька).
- Исследования наскальных сооружений древнерусской крепости Тустань // Археологические открытия 1979 года. — М., 1980. — С.328-329.
- Раскопки на територии древнерусской крепости Тустань // Археологические открытия 1980 года. — М., 1981. — С.306.
- Крепость Тустань // Краткие сообщения Института археологии АН СССР. -М.,1981. — Вып.164. — С.99-106.
- Карпатські фортеці доби Київської Русі // Київська Русь. Культура і традиції: Збірник наукових праць. — К., 1982. — С.12-20.
- Тустань — давньоруська карпатська твердиня // Жовтень. — 1984. — № 6. — С.93-103.
- Раскопки наскальной крепости Тустань // Археологические окрытия 1982 года. -М., 1984. — С.323.
- «Чи велентів се, чи розбійників дім». Про відкриття і дослідження міста-фортеці Тустань // Людина і світ. — 1988. — № 1. — С.31.
- Карпатські шляхи та їх оборона // Український історичний журнал. — 1990. — № 10. — С. 86-97.
- Особливості дерев'яних укріплень слов'янських «градів» Південно-Західної Русі // Тезисы докладов Советской делегации на VI Международном конгрессе славянской археологии. Прилеп, Югославия. — М., 1990. — С.189-192.
- Тустань // Археология Прикарпатья, Волыни и Закарпатья (Раннеславянский и древнерусский периоды). — К., 1990. — С.140-142.
- Тустань // Пам'ятки України. — 1900. — № 2. — С.16.
- Зброя давньоруської фортеці Тустань // Галицька зоря. — 1991. — № 19 (53). — С.4. (Співавтор О.Єрмолін).
- Stan badac archeologicznych budowli obronnych na Bojkowsczyџnie // Bojkowsczyzna. Plaj. Тези міжнародної конференції Карпатського Товариства «Бойківщина». — Ліско-Warszawa, 1993. — № 6. — S.130-134.
- Водозабезпечення оборонних комплексів України у княжі часи та в добу пізнього середньовіччя // Записки наукового товариства імені Шевченка. — Т.CCXLI. — Праці Комісії архітектури та містобудування. — Львів, 2001. — С.299-316.
- Оборонне будівництво Данила Галицького // Галицька брама — № 9-10 (81-82) 2001. — С.24-29.
- Зброя дальнього бою стародавньої Тустані (Наконечники стріл лука та самостріла (арбалета)) // Записки Наукового товариства імені Шевченка. — Т.CCXLIV. — Праці Археологічної комісії. — Львів, 2002. — С.287-311.
- Наскельне дерев'яне будівництво Перемишльської землі (проблеми дослідження та інтерпретації) // Дрогобицький краєзнавчий збірник. — Вип.VI. — Дрогобич, 2002. — С.9-18.